# Magyar néprajzkutatók listája
Az alábbi lista a jelentősebb magyar néprajztudósokat, azaz a tárgyi néprajz különböző részterületeivel, társadalomnéprajzzal, népművészettel, szokáskutatással, szöveg-, zene- és táncfolklorisztikával, dialektológiával, etnológiával, valamint kulturális antropológiával foglalkozó magyar szakemberek névsorát tartalmazza. Az első részben a néprajztudósok betűrendes felsorolása, a másodikban kutatási terület szerinti felosztásuk található. Az eligazodást megkönnyítendő megadtuk az alapvető életrajzi adatokat, valamint az egyes tudósok fő kutatási területét. Emellett a határon túli kutatókat az adott ország zászlóikonjával jelöltük. A felsorolás végén megtalálható néhány, tudományos feldolgozással és kutatómunkával nem foglalkozó, de kiemelkedő teljesítményű néprajzi gyűjtő, számottevő etnológiai megfigyelést is végző utazó, felfedező neve is.

## Betűrendes felsorolás

### A, Á
- Abafi Lajos (1840–1909): népköltészet (népballada, népdal)
- Ács Anna (1953): regionális néprajz (Balaton-felvidék)
- Ács Károly (1824–1894): román és szerb népköltészet
- Ács Lipót (1868–1945): népművészet
- Ág Tibor (1928–2013): népzene (hangszeres népzene, népdal, népballada)
- Albert Ernő (1932–2022): népköltészet (népballada, népmese), népszokás, néphit
- Alexics György (1864–1936): népköltészet (népballada)
- Almási István (1934–2021): népzene
- Almásy György (1867–1933): etnológia (Közép-Ázsia, kirgizek), gazdálkodás (madarászat, vadászat)
- Andrásfalvy Bertalan (1931): gazdálkodás (ártéri gazdálkodás, szőlőművelés), társadalom
- Arany Adalbert László (1909–1968): nyelvjárás
- Arany János (1817–1882): népköltészet
- Arany László (1844–1898): népköltészet (népmese)
- Asbóth János (1845–1911): regionális néprajz (Balkán)
- Asztalos Enikő (1939): regionális néprajz (Marosszék)
- Avasi Béla (1922–2002): népzene (hangszerek)

### B
- Babus Jolán (1917–1967): regionális néprajz (Beregi-Tiszahát), gazdálkodás, építészet
- Bagi Gábor (1960): regionális néprajz (Jászság), társadalom
- Bagu Balázs (1932–2011): regionális néprajz (Kárpátalja), népszokás
- Bakó Ferenc (1917–1998): település, építészet, kézművesség, népszokás
- Bakos József (1912–1997): nyelvjárás
- Balassa Iván (1917–2002): gazdálkodás (földművelés), népművészet, népszokás (temetkezés), népköltészet (monda), tudománytörténet
- Balassa M. Iván (1943): gazdálkodás (méhészet), építészet
- Balázs Géza (1959): nyelvjárás
- Balázs György (1951): gazdálkodás, építészet (malmok)
- Balázs Lajos (1939): népszokás (átmeneti rítusok)
- Balázs Márton (1867–1948): regionális néprajz (Háromszék), népköltészet, népszokás
- Balázs Kovács Sándor (1954): regionális néprajz (Sárköz), vallásosság
- Báldy Bellosics Flóra (1901–1982): népművészet
- Bali János (1970): gazdálkodás (földművelés)
- Bálint Sándor (1904–1980): regionális néprajz (Szeged vidéke), vallásosság
- Balla Péter (1908–1984): népzene (népdal)
- Balla Terézia (1951): regionális néprajz (Kárpátalja)
- Balogh Balázs (1966): társadalom (identitás), gazdálkodás
- Balogh Ilona (1912–1947): építészet
- Balogh István (1912–2007): regionális néprajz (Debrecen vidéke, Hajdúság), gazdálkodás (állattartás), település
- Balogh Jolán (1900–1988): népművészet
- Balogh Ödön (1895–1972): nyelvjárás
- Bán Aladár (1871–1960): etnológia (finnugor népek), néphit (samanizmus)
- Bánkiné Molnár Erzsébet (1946): regionális néprajz (Kiskunság), társadalom (jászkun önkormányzatiság)
- Bánszky Pál (1929–2015): népművészet
- Banner Benedek (1884–1968): regionális néprajz (Békés megye)
- Banner János (1888–1972): gazdálkodás (halászat, állattartás), építészet, kézművesség, népszokás
- Banner József (1926–1973): regionális néprajz (Békés megye)
- Banó István (1918–1987): népszokás, népköltészet (népmese, népdal), írásbeliség
- Barabás Jenő (1920–1994): építészet, néprajzi kartográfia
- Barabás László (1947): regionális néprajz (Marosszék), népszokás
- Baráthosi Balogh Benedek (1870–1945): etnológia (Kelet-Ázsia)
- Bárdosi János (1933–1983): gazdálkodás (halászat), település, építészet
- Barna Gábor (1950): vallásosság
- Barsi Ernő (1920–2013): regionális néprajz (Bükkalja), népzene (népdal), népszokás
- Bárth Dániel (1976): népszokás, vallásosság
- Bárth János (1944): gazdálkodás, település
- Bartha Elek (1956): vallásosság, népszokás
- Ö. Bartha Júlia (1955): regionális néprajz (Nagykunság)
- N. Bartha Károly (1886–1956): kézművesség, népszokás
- Bartók Béla (1881–1945): népzene
- Bartucz Lajos (1885–1966): fizikai antropológia
- H. Bathó Edit: regionális néprajz (Jászság), gazdálkodás (állattartás, méhészet), népviselet, népszokás
- Bátky Zsigmond (1874–1939): gazdálkodás, település, építészet, kézművesség, népviselet, táplálkozás
- Beck Zoltán (1934–1997): népszokás
- Begovácz Rózsa (1953): magyarországi horvátok néprajza, népművészet, népviselet
- Beke Ödön (1883–1964): néphit, népköltészet (népmese), etnológia (finnugor népek)
- Bellon Tibor (1941–2002): regionális néprajz (Nagykunság), gazdálkodás, település
- Bellosics Bálint (1867–1916): regionális néprajz (Bácska), népszokás
- Beluleszkó Sándor (1879–1914): település, népművészet
- Bencsik János (1933–2021): regionális néprajz (Hajdúság, Hortobágy), gazdálkodás (állattartás, földművelés)
- Benedek Elek (1859–1929): népköltészet (népmese, népballada), nyelvjárás
- Beöthy Leó (1839–1886): társadalom
- T. Bereczki Ibolya (1959): táplálkozás, népművészet, építészet
- Béres András (1928–1993): népművészet, népköltészet (népmese), néptánc
- Bereznai Zsuzsanna: népköltészet (anekdota, igaztörténet, népmese), népszokás
- Berze Nagy János (1879–1946): néphit, népköltészet (monda, népmese)
- Beszédes Valéria (1951): regionális néprajz (Bácska), vallásosság, néphit, népköltészet (népmese)
- id. Bibó István (1877–1935): etnológia
- Biernaczky Szilárd (1944): etnológia (Afrika)
- Binder Jenő (1856–1933): népszokás, néphit, népköltészet (népmese)
- Bindorffer Györgyi (1953): kulturális antropológia, magyarországi németek néprajza
- Biró A. Zoltán (1955): kulturális antropológia
- Bíró Friderika (1943): építészet, lakáskultúra
- Birtalan Ágnes (1961): etnológia (Mongólia)
- Bodgál Ferenc (1932–1972): kézművesség (fémművesség)
- Bódi Zsuzsanna (1949–2007): magyarországi cigányok néprajza
- Bodnár Zsuzsanna: regionális néprajz (tirpákok), táplálkozás
- Bodó Julianna (1953): kulturális antropológia
- Bodó Sándor (1943–2021): regionális néprajz (Bodrogköz), gazdálkodás (állattartás)
- Bodrogi Tibor (1924–1986): etnológia (Óceánia, Indonézia), társadalom
- Boglár Lajos (1929–2004): etnológia (Dél-Amerika)
- Bónis György (1914–1985): jogszokás
- Borhegyi István (1921–1969): kulturális antropológia
- Bori Imre (1929–2004): népköltészet
- Boross Marietta (1920–2020): gazdálkodás (zöldségkertészet), díszítőművészet
- Borsai Ilona (1924–1982): népzene
- Borsányi László (1944–2014): etnológia (Észak- és Közép-Amerika)
- Borsos Balázs (1961): kulturális ökológia, etnológia (Afrika)
- Bődi Erzsébet (1946): táplálkozás
- Bözödi György (1913–1989): társadalom, népköltészet (népmese)
- Braun Soma (1890–1944): népköltészet (népmese)
- Buczkó József (1955-) muzeológus, pedagógus
- Bünker János Rajnárd (1863–1914) regionális néprajz (Sopron vidéke), település, építészet, népköltészet (népmese)

### C
- Czégényi Dóra Andrea (1974): néphit, etnoszemiotika, etnobotanika[1]

### Cs
- Csákányi Zoltán (1965): népművészet
- Csáky Károly (1950): regionális néprajz (Palócföld, Hont), népszokás, vallásosság
- Csalog József (1908–1978): népművészet, népszokás
- Csaplovics János (1780–1847): tudományelmélet
- Csatkai Endre (1896–1970): regionális néprajz (Sopron vidéke)
- Csefkó Gyula (1878–1954): népköltészet (proverbium), néphit
- Csengery Antal (1922–1880): néphit
- Csenki Sándor (1920–1945): magyarországi cigányok néprajza, népköltészet (népmese, népdal)
- Cserbák András (1947): néprajzi bibliográfia
- Cseri Miklós (1957): építészet
- K. Csilléry Klára (1923–2002): lakáskultúra, népművészet
- Csoma Zsigmond (1952–2021): gazdálkodás (szőlőművelés, zöldségkertészet), kézművesség, kereskedelem
- Csonka-Takács Eszter (1968): néphit
- H. Csukás Györgyi: építészet, lakáskultúra, kézművesség
- Csűry Bálint (1886–1941): nyelvjárás

### D
- Daczó Lukács Árpád (1921–2018): népi vallásosság
- Dám László (1945): építészet
- Dankó Imre (1922–2008): regionális néprajz (Hajdúság, Sárrét), építészet, kézművesség, kereskedelem
- Danter Izabella (1955): regionális néprajz (Mátyusföld, Csallóköz), népi gyógyászat
- Darányi Sándor (1951): etnoszemiotika
- Deák Geyza (1870–1931): regionális néprajz (Tiszahát)
- Deáky Zita: népi gyógyászat, népszokás
- Debreczeni László (1903–1986): építészet, népművészet
- Dégh Linda (1920–2014): népköltészet (népmese, igaztörténet, anekdota), népi színjátszás, társadalom
- Demény István Pál (1949–2000): népköltészet (hősepika)
- Diószegi Vilmos (1923–1972): etnológia, (Törökország, Belső-Ázsia, Dél-Szibéria, Észak-Mongólia, Altaj, Szaján, a Bajkál nyugati partvidéke, terepen török és mongol nyelvű népek), néphite (samanizmusa), etnogenezis
- Dobány Zoltán (1953): település
- Dobos Ilona (1922–1993): népköltészet (monda, népmese, igaztörténet)
- Dobrossy István (1946–2015): regionális néprajz (Bükk, Miskolc vidéke), kereskedelem, gazdálkodás (földművelés, dohánytermesztés)
- Dobszay László (1935–2011): népzene (népdal)
- Domanovszky György (1909–1983): népművészet, kézművesség, építészet, lakáskultúra
- Dominkovits Péter (1962): társadalom
- Domokos Pál Péter (1901–1992): népzene
- Domonkos Ottó (1928–2022): kézművesség, népviselet
- Dorogi Márton (1911–1980): kézművesség
- Dömötör Ákos (1938–1999): népköltészet (népmese), népszokás
- Dömötör Sándor (1908–1986): népköltészet (népballada, népmese), néphit
- Dömötör Tekla (1914–1987): néphit, népszokás, népköltészet, népi színjátszás

### E, É
- Ecsedi István (1885–1936): regionális néprajz (Tiszántúl), gazdálkodás (vadászat, halászat, állattartás), táplálkozás
- Ecsedy Csaba (1942–1995): etnológia (Afrika)
- Égető Melinda (1941–2011): gazdálkodás (szőlőművelés, földművelés)
- Együd Árpád (1921–1983): regionális néprajz (Somogy), népköltészet (népdal)
- Eperjessy Ernő (1929): magyarországi nemzetiségek néprajza
- Erdélyi János (1814–1868): népköltészet (népmese, népdal, proverbium)
- Erdélyi Zsuzsanna (1921–2015): népköltészet (népi imádság)
- Erdész Sándor (1929–2006): népköltészet (népmese), népszokás
- Erdős Kamill (1924–1962): magyarországi cigányok néprajza, néphit
- Ernyei József (1874–1945): népi színjátszás

### F
- Fábián Gyula (1884–1955): kézművesség (fazekasság)
- Faragó József (1922–2004): regionális néprajz (erdélyi magyarok és románok), népköltészet (népmese, népballada, népdal), népszokás
- Farkas József (1931–2002): regionális néprajz (Szatmár néprajza)
- Fazekas Mihály (1934–2018): regionális néprajz (Nagykunság), gazdálkodás (állattartás)
- Fehér Zoltán (1931–2021): regionális néprajz (Bátya)
- Fejős Pál (1897–1963): kulturális antropológia, néprajzi filmezés
- Fejős Zoltán (1954): kulturális antropológia
- H. Fekete Péter (1880–1966): regionális néprajz (Hajdúság)
- Fél Edit (1910–1988): társadalom, gazdálkodás, népművészet, népviselet
- Felföldi László (1947): néptánc
- Ferenczi Géza (1924–2007): kézművesség
- Ferenczi Imre (1931–1989): népszokás, népköltészet (monda)
- Filep Antal (1936): település, építészet
- Flórián Mária (1940): építészet, népviselet
- B. Fogarasi Klára: néprajzi fényképezés
- Forrai Ibolya (1947): népi írásbeliség
- Földes László (1934–1980): gazdálkodás (állattartás), település
- Főzy Vilma (1953): etnológia (Amerika)
- Fügedi Márta (1949–2000): népművészet, kézművesség
- Fülemile Ágnes (1960): társadalom, gazdálkodás (földművelés)
- Füssi Nagy Géza (1946–2008): etnológia (Afrika)
- Füvessy Anikó (1944): kézművesség, népművészet
- Füzes Endre (1932–2015): építészet, népművészet

### G
- Gaál Károly (1922–2007): társadalom, gazdálkodás, népköltészet (népmese)
- Gáborján Alice (1922–2018): népviselet
- Gagyi József (1953): kulturális antropológia
- Garay Ákos (1866–1952): regionális néprajz (Tolna)
- Gazda Klára (1944): népművészet, népviselet, népszokás
- A. Gergely András (1952): kulturális antropológia
- Gilyén Nándor (1931–2010): építészet
- Goldziher Ignác (1850–1921): etnológia (iszlám világ)
- Gönczi Ferenc (1861–1948): regionális néprajz (Göcsej, Hetés, Muraköz, Somogy), népköltészet
- Gönyei Sándor (1886–1963): néprajzi fényképezés, építészet, kézművesség
- Gráfik Imre (1944): közlekedés, település, építészet, etnoszemiotika
- Gragger Róbert (1887–1926): népköltészet (népballada)
- Greguss Ágost (1825–1882): népköltészet (népballada)
- Grin Igor (1943–2020): magyarországi horvátok és szerbek néprajza, népköltészet (népmese, népdal)
- Grynaeus Tamás (1931–2008): népi gyógyászat
- Gulyás Éva (1946–2019): regionális néprajz (Jászság, Nagykunság), néphit, népszokás, népművészet
- Gunda Béla (1911–1994): gazdálkodás (vadászat és gyűjtögetés, halászat, állattartás), település, építészet

### GY
- Gyivicsán Anna (1940): magyarországi szlovákok néprajza
- Gyöngyössy Orsolya (1985): népi vallásosság, etnothanatológia
- Györffy István (1884–1939): gazdálkodás, település, építészet, népviselet
- György Lajos (1890–1950): népköltészet (anekdota)
- Györgyi Erzsébet (1936): népművészet, népszokás

### H
- Haáz Ferenc Rezső (1883–1958): kézművesség, népművészet
- Hagymásy Sándor (1907–1988): regionális néprajz (Nagykunság)
- Haider Edit (1939): népi gyermekjátékok
- Hála József (1949): kézművesség, tudománytörténet
- Halmos István (1929–2016): népzene
- Harangozó Imre (1965): szakrális néprajz
- Hegedűs Lajos (1908–1958): népnyelv
- Hegyi Imre (1921–1991): gazdálkodás (erdőgazdálkodás, állattartás)
- Heller Bernát (1871–1943): népköltészet (népmese, monda)
- Herkely Károly (1916–1942): regionális néprajz (Matyóföld)
- Herman Ottó (1835–1914): gazdálkodás (halászat, vadászat, állattartás), építészet
- Herrmann Antal (1851–1926): népköltészet (cigány, örmény és szász népköltészet, népballada)
- Hocopán Sándor (1937–2007): magyarországi románok néprajza
- Hofer Tamás (1929–2016): település, társadalom, népművészet
- Hoffmann Tamás (1931–2007): gazdálkodás, társadalom
- Honti János (1910–1945): népköltészet (népmese, monda)
- Hoppál Mihály (1942): néphit, népi gyógyászat
- Horger Antal (1872–1946): népnyelv, népköltészet
- Horváth Terézia (1941): népviselet
- Hunfalvy Pál (1810–1891): tudományelmélet
- Huszka József (1854–1934): népművészet

### I, Í
- Igaz Mária (1922): népi gyermekjátékok, népművészet
- Ikvai Nándor (1935–1988): gazdálkodás (földművelés)
- Illyés Endre (1897–1962): vallásosság
- Imre Mária, L. (1943): magyarországi németek néprajza, vallásosság, kézművesség
- Imre Sándor (1820–1900): népköltészet (népdal), nyelvjárás
- Imreh István (1919–2003): jogszokás, társadalom
- Ipolyi Arnold (1823–1886): néphit, népköltészet (népmese)
- István Erzsébet (1938): kézművesség (fazekasság)
- István Lajos (1920–2011): regionális néprajz (Sóvidék)
- Istvánffy Gyula (1863–1921): regionális néprajz (Palócföld), népköltészet, néphit, népszokás, építészet
- Istvánovits Márton (1930–1991): etnológia (Kaukázus)

### J
- Jagamas János (1913–1997): népzene
- Jakab Albert Zsolt (1979): szubkultúra, írott populáris kultúra, kisebbségkutatás, kollektív és kulturális emlékezet, örökségkutatás
- Jakó Zsigmond Pál (1916–2008): gazdálkodás
- Jankó János (1868–1902): regionális néprajz (Kalotaszeg, Aranyosszék, Balaton-felvidék), etnológia (szibériai finnugor népek), gazdálkodás (halászat), építészet
- Jankovics Marcell (1941–2021): etnoszemiotika
- Janó Ákos (1927–2015): regionális néprajz (Bodrogköz, Kiskunság), gazdálkodás, népművészet, parasztköltészet
- Járdányi Pál (1920–1966): népzene
- Jávor Katalin (1943): társadalom (erkölcs)
- Juhász Antal (1935–2020): település, építészet, kézművesség
- Jung Károly (1944–2021): népköltészet (népmese), néphit, népszokás

### K
- Kállay Ferenc (1790–1861): néphit, gazdálkodás, település
- Kallós Zoltán (1926–2018): népzene, népköltészet, népművészet
- Kallós Zsigmond (1876–1955): néphit
- Kálmány Lajos (1852–1919): népköltészet (ballada, népdal, monda, népmese)
- Kántor Mihály (1885–1968): Bodrogköz néprajza, néptánc, népdal
- Kaposi Edit (1923–2006): néptánc
- Kardos László (1918–1980): néphit, település, társadalom
- Katona Imre (1921–2001): népköltészet, népzene, település
- Katona Lajos (1862–1910): népköltészet (népmese)
- Kecskés Péter (1942): gazdálkodás, építészet
- Kerecsényi Edit (1927–2006): regionális néprajz (Zala megye)
- Kerényi György (1902–1986): népdal
- Keszeg Vilmos (1957): népi írásbeliség, történetmondás, világkép[2][3]
- Khin Antal (1884–1973): gazdálkodás (halászat), kisipar, népszokás
- Kisbán Eszter (1936): táplálkozás
- Kiss Áron (1845–1908): népszokások, népi játékok
- Kiss Bálint (1772–1853): népszokások
- Kiss Géza (1891–1947): regionális néprajz (Ormánság), nyelvjárás
- Kiss Lajos (1881–1965): regionális néprajz (Rétköz, Hódmezővásárhely)
- Kiss Mária (1935–2019): regionális néprajz (Szerbia)
- Kodály Zoltán (1882–1967): népzene
- Kovách Aladár (1860–1930): regionális néprajz (Tolna vármegye)
- Könczei Csilla (1963): néptánc, szociálantropológia [4]
- Korkes Zsuzsanna Katalin (1954–2009): népszokások (elsősorban Galga-mente), modern szokások
- ifj. Kós Károly (1919–1996): regionális néprajz (Erdély, Moldva), gazdálkodás, település, építészet, társadalom, népművészet
- Kunt Ernő (1948–1994): kulturális antropológia, halottkultusz, temetők művészete

### L
- Lajos Árpád (1911–1976): népi játékok, népzene, népszokások
- Lajtha László (1892–1963): népzene
- Lambrecht Kálmán (1889–1936): gazdálkodás (malmok)
- Lánczy Gyula (1850–1911): társadalomnéprajz
- Láng János (1907–1978): társadalomnéprajz, etnológia
- Lányi Ágoston (1923–1986): néptánc
- Lázár István (1861–1915): regionális néprajz (Alsó-Fehér vármegye), nyelvjárás
- Lehtinen Ildikó (1948): etnológia (finnugor népek)
- Lőrincz L. László (1939): etnológia (mongol és szibériai török népek), hősepika
- Lőw Immánuel (1854–1944): néphit
- Luby Margit (1885–1976): népszokások, néphit
- Lugossy József (1812–1884): népi kozmológia
- Lukács Károly (1882–1954): gazdálkodás (halászat)
- Lükő Gábor (1909–2001): népművészet, népköltészet, népzene

### M
- Manga János (1906–1977): népszokások, pásztorművészet

### N
- C. Nagy Béla (1911–1974): népzene
- Nagy Ilona (1944-): folklorista, mondakutató

### P
- Pávai István (1951): népzene
- Péntek János (1941): etnolingvisztika, etnobotanika[5]
- Pozsony Ferenc (1955): népszokások, társadalomnéprajz
- Pócs Éva (1934): néphitkutató, folklorista
- Penavin Olga(wd) (1916–2001): népmese

### S
- Selmeczi Kovács Attila (1942–2024) gazdasági néprajz (földművelés, eszköztörténet, gazdasági építkezés), mesterségek, tudománytörténet
- B. Sergő Erzsébet (1928–2000): népi gyógyászat
- Sipos Anna (?): felvidéki népszokások, néprajzi tárgyak gyűjtése

### Sz
- Szabó Árpád Töhötöm (1975): gazdálkodás, gazdasági antropológia[6]
- Szacsvay Éva (1945): vallási néprajz
- Szendrey Ákos (1902–1965) néphit, népszokások, társadalomnéprajz
- Szendrey Zsigmond (1879–1943) néphit, népszokások, monda
- Szikszai Mária (1967): népi vallásosság, szakrális művészet[7]

### T
- Takács György (1965): népi vallásosság, szakrális népköltészet, néphit
- Tánczos Vilmos (1959): népi vallásosság, etnoszemiotika[8]
- Tötszegi Tekla (1964): díszítőművészet, muzeológia

### V
- Vargyas Lajos (1914-2007) Népzenekutató, folklorista
- Vehrer Adél (1970): népköltészet, népszokás, társadalomnéprajz

### Zs
- Zsigmond Győző (1959): etnomikológia, néphit, történeti szájhagyomány, népi játék, etnoasztronómia

## Néprajzi gyűjtők
- Andrád Sámuel (1751–1807): anekdoták
- Asi-Markovics Péter (1770–1844): mondák
- Balla Péter (1908–1984): népdalok
- Bandat Horst (1895–1982): Délnyugat-Ázsia néprajza
- Baranyai Decsi János (1560 k. – 1601): közmondások
- Bartalus István (1821–1899): népdalok
- Bartolomoaeides László (1754–1825): Gömör vármegye néprajza
- Benkő József (1740–1814): Erdély néprajza
- Bíró Lajos (1856–1931): Új-Guinea néprajza
- Bodnár Bálint (1906–?): népmesék
- Burány Béla (1931–1993): népzene, népmesék
- Csaba József (1903–1983): méhészet
- Csaplár Benedek (1821–1906): Csallóköz és Mátyusföld néprajza, népmesék
- Dugonics András (1740–1818): nyelvjárás, közmondások
- Éder Xavér Ferenc (1727–1773): Dél-Amerika néprajza
- Fáy Dávid (1721–1767): Brazília néprajza
- Fenichel Sámuel (1868–1893): Új-Guinea néprajza
- Fincicky Mihály (1842–1916): ruszin népdalok, népmesék
- Fuszek Rudolf (1882–1942): Nyugat-Afrika néprajza
- Gaal György (1783–1855): népmesék
- Haraszthy Ágoston (1812–1869): észak-amerikai indiánok néprajza
- Hausegger József (1700–1765): India néprajza
- Hermányi Dienes József (1899–1763): anekdoták
- Horváth István (1909–1977): Magyarózd népköltészete
- Kakas István (1558 k. – 1603): Perzsia néprajza
- Király Ernő (1919–2007): népzene
- Kiss Lajos (1900–1982)
- Lehoczky Tivadar (1830–1915): népdalok, közmondások
- Ürmösy Sándor (1820 körül – 1908); erdélyi magyarságkutató, dalgyűjtő
- Vikár Béla (1896-ban kezdte el a népdalgyűjtést)